# Trichomeloe
Trichomeloe là một chi bọ cánh cứng trong họ Meloidae.
Chi này được miêu tả khoa học năm 1911 bởi Reitter.

## Các loài
Các loài trong chi này gồm:
- Trichomeloe chrysocomus (Miller, 1861)
- Trichomeloe conicicollis (Reitter, 1907)
- Trichomeloe deflexus (Reitter, 1889)
- Trichomeloe ottomanus (Pliginskji, 1914)
- Trichomeloe ovatus (Pripisnova, 1987)
- Trichomeloe sericellus (Reiche, 1857)